# Tipul juridic a unei companii
Tipul juridic a unei companii reprezintă felul în care o instituție comercială, corporativă și/sau de orice alt tip care este formată și administrată conform dreptului comercial (legii de comerț) cu scopul de a întreprinde activitate de business, de obicei pentru a vinde un produs sau un serviciu. Există mai multe feluri de persoane juridice care sunt definite, în parte, de sistemul legal statului în care se află. Aceste tipuri de business includ: corporații, cooperative, parteneriate, antreprenoriate individuale, societăți cu răspundere limitată precum și altele.
În România, forma juridică a unei companii se împarte în: Societate cu răspundere limitată (SRL), Persoană Fizică Autorizată (PFA), Societate pe acțiuni (SA), acestea fiind cele mai utilizate în domeniul afacerilor din țară.